# Магдагачи
 Магдага́чи — посёлок городского типа в России, административный центр Магдагачинского района Амурской области.
Расположен в 470 км к северо-западу от Благовещенска. Железнодорожная станция Магдагачи на Транссибирской железнодорожной магистрали.
Население — 9056 чел. (2023).

## История

### Дореволюционный период
В 1908 году начались подготовительные работы в виде постройки грунтовой дороги от Толбузино до Магдагачи протяжённостью 48 верст. Она проходила через три становика и множество топких марей, которые заваливали накатником в несколько рядов, а потом засыпали грунтом. По построенной дороге на лошадях перевозили технику, оборудование, людей, продовольственные товары, фураж.
Амурская область в то время не располагала людскими ресурсами. Для строительства железной дороги привлекали каторжников и контрактных рабочих. Первая партия каторжан в количестве 300 душ весной 1908 г. по рекам Шилке и Амуру на баржах была доставлена в станицу Толбузинскую. Среди каторжан были матрос Куприков А. Т., который отбывал наказание за восстание на крейсере «Очаков», и Кашугин Ф. Я. — матрос с «Потемкина». Также, к строительству привлекались китайцы, корейцы, нанайцы, эвенки и другие малые народности. Эксплуатация была непомерной. Труд ручной, никакой механизации, только лопаты, тачки, лошади. Весной 1910 года началось строительство посёлка Магдагачи и одновременно железной дороги в западном и восточном направлениях.

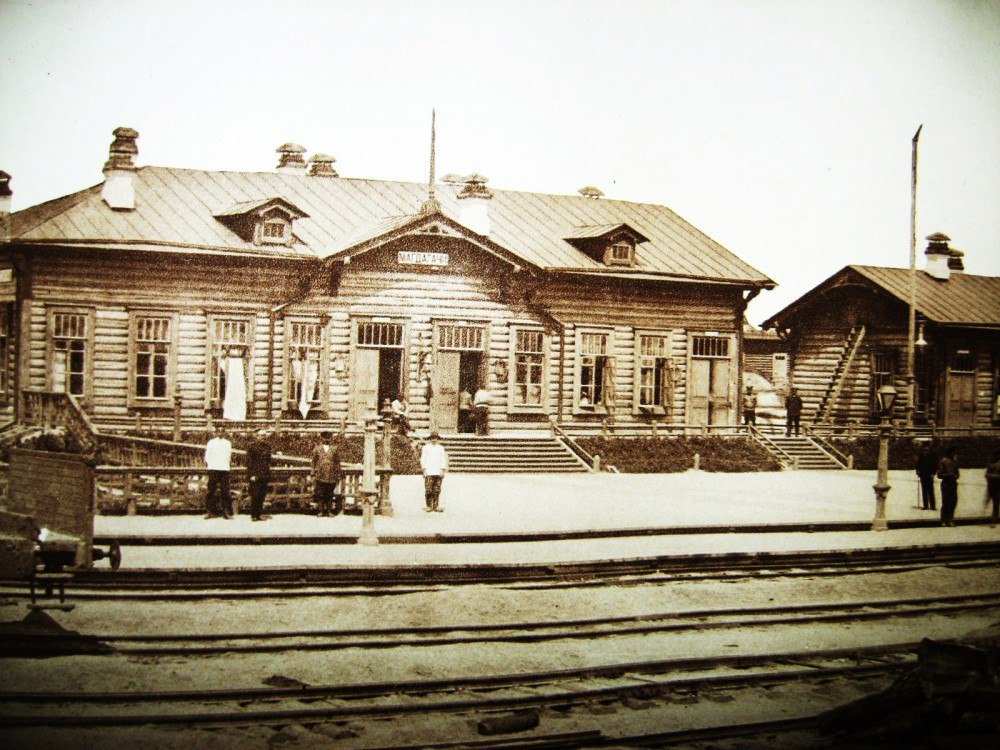
Первый железнодорожный вокзал станции Магдагачи. На фото 1915 год. В течение XX века вокзал несколько раз перестраивался и простоял до 1987 года

К 1913 году в Магдагачах уже было застроено в верхнем и нижнем посёлках по три улицы. В нижней части посёлка строились только собственные дома, торговые дома компании «Чурин и Ко» и мелкие лавочки. Верхняя часть была застроена четырёхквартирными домами, в которых жили служащие и чины охранных ведомств. Улицы носили названия святого Алексея и святого Владимира. На улице св. Владимира, там, где она пересекалась со сквером, была церковь этого же названия. Одновременно с посёлком строилось депо. Вначале его сделали из досок и обили цинковым гофрированным железом. В 1913 году — срубили из брусьев и проложили пути отстоя паровозов. В депо были токарный и сверлильный станки, которые приводились в работу через механическую передачу от локомобиля. Сквозного движения поездов не было, так как строительство тоннеля в Уль-Ручьях ещё не закончилось. Плечо езды было от Магдагачи до ст. Керак, где располагалось оборотное депо. Доезжая до станции Керак, пассажиры шли шесть километров пешком до станции Ковали. Грузы из вагонов перегружались на подводы и везлись по обводной грунтовой дороге. В 1913 году началось строительство двух каменных корпусов паровозного депо. Материалом служил серый гранит, залежи которого нашли на левой стороне реки Магдагачи. Через два года корпуса был сданы в эксплуатацию В 1917 году на том же месте было построено первое отдельное здание больницы, где разместились стационар на 10 коек и поликлиника. В стационаре работал врач Михайлюк А. В. и санитарка Агапия Краснощекова-Автаева, амбулаторный приём в поликлинике вела медицинская сестра Ткачёва Н. М.

### Установление Советской власти

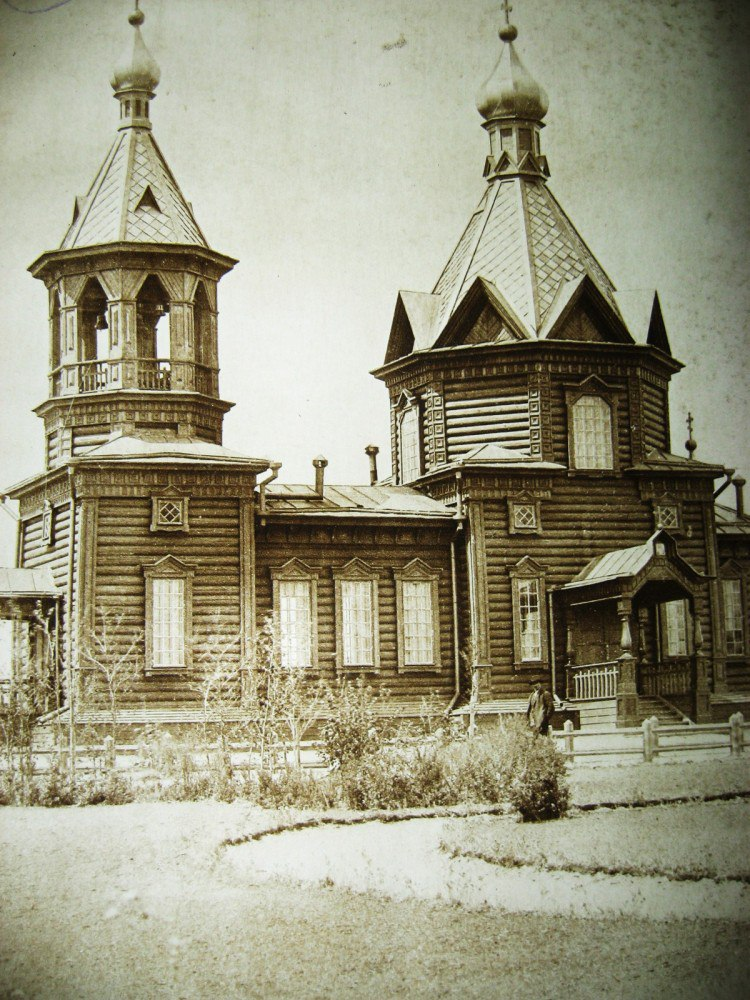
Храм на станции Магдагачи был построен в 1910—1913 годах. Церковь была частично снесена в 1929 году, окончательно в 1937 году.

В апреле 1918 года в посёлке была установлена Советская власть, поддержанная рабочими железной дороги и близлежащих приисков. Но уже в сентябре началось наступление японских интервентов и белогвардейцев на Амурскую область. К осени 1918 г. на Дальнем Востоке насчитывалось около 73 тысяч японских солдат и офицеров. В пределах Амурской области были расквартированы две японские дивизии и отряд американцев. Интервенты, чтобы создать видимость невмешательства, позволили сформироваться белогвардейскому правительству во главе с эсером А. Н. Алексеевским, которое сразу же активно взялось за восстановление старых порядков. Однако и это «правительство» не удовлетворило интервентов. Атаман Семёнов, который хотел подчинить весь Дальний Восток, направил в Благовещенск воинским начальником полковника Шемелина, прославившегося своей жестокостью. По его приказу в села были направлены карательные отряды. Трудящиеся посёлка стали образовывать партизанские отряды и начали вести борьбу против интервентов и врагов Советской власти. Во главе отряда встал бывший учитель Толбузинской станичной школы Железнов Н. М., который упорно вёл борьбу с врагом, но в ночь 14 сентября 1919 года, Николай Михайлович и его товарищи были схвачены семёновцами и после зверских пыток расстреляны у Восточного перехода станции Магдагачи, а позднее, сброшены в колодец. На этом месте установлен памятник 22 погибшим партизанам.

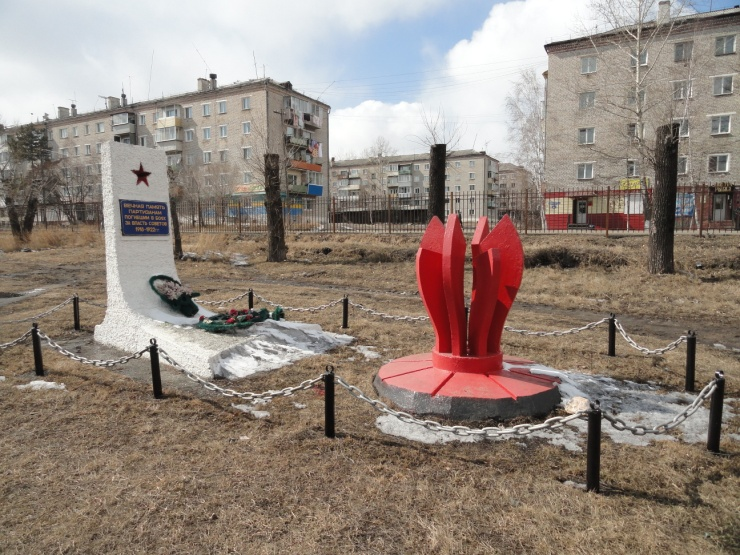
Памятник на могиле 22 погибших от рук интервентов партизан на привокзальной площади ст. Магдагачи

В этих реалиях, в 1920 году было принято решение создать Дальневосточную Республику — буферное государство, между РСФСР и странами Антанты и Японией. Интервенты, за неимением правовой основы их пребывания на земле суверенного государства, вынуждены были отступить в Приморье. Белогвардейцы остались один на один с партизанами, преобразовавшимися в части Народно-революционной армии ДВР. К 1921 году, посёлок и окрестности были очищены от белогвардейцев, а в 1922 году ДВР было упразднено, территория была присоединена к РСФСР.

### Советский период
В 1932 году, советским правительством было принято решение об увеличении провозной и пропускной способности Транссибирской железной дороги, в связи с чем, в декабре 1932 года был создан БамЛАГ. В 1933 году, на ст. Магдагачи, в районе сопки Арестантка, развернулось строительство 9-го отделения БамЛАГа и лагерного пункта в районе нынешних очистных сооружений. Заключённые были заняты прокладкой вторых путей Транссиба, заготовкой древесины, постройкой и реконструкцией инженерных сооружений, зданий паровозного и вагонного депо, строительством жилья. В свой пик, в 1936 году, в 9-м отделении, количество заключённых составляло 10 877 чел (РГИА ДВ, ф. Р-3625, оп. 1, д. 35, л. 1-6.). 28 декабря 1938 году селу Магдагачи был присвоен статус посёлка городского типа. В годы Великой Отечественной войны, сотни магдагачинцев записались добровольцами на фронт, магдагачинские предприятия были переведены на военные рельсы, на предприятиях началось производство военной продукции. После разгрома Квантунской армии в Маньчжурии Красной Армией, в Магдагачинский лагерный пункт начали прибывать японские военнопленные, занятые хозяйственными работами на Магдагачинском узле, пробывшие до 1955 года.

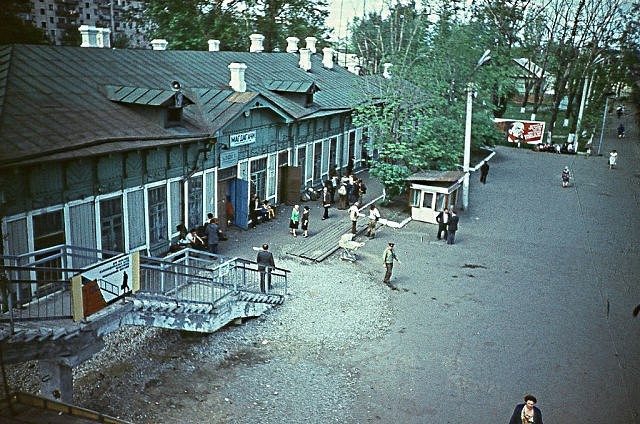
Железнодорожный вокзал станции Магдагачи в 1986 году

В Послевоенное время, посёлок Магдагачи получил быстрое развитие, был открыт гражданский аэропорт, открыты склады снабжения «Якутзолото», произведено расширение магдагачинского железнодорожного узла, получил дальнейшее развитие Магдагачинский лесопункт Сивакского ЛПХ.В 1960-х годах в Магдагачи была сформирована и размещалась до начала 1990-х 13 Отдельная десантно-штурмовая бригада, вертолётный полк которой использовал взлетную полосу гражданского аэропорта. Примечательно, что в 1980-х годах в составе 13 ОдШБр был бронепоезд, как правило стоящий на подъездных путях ст. Магдагачи.

### Современное состояние

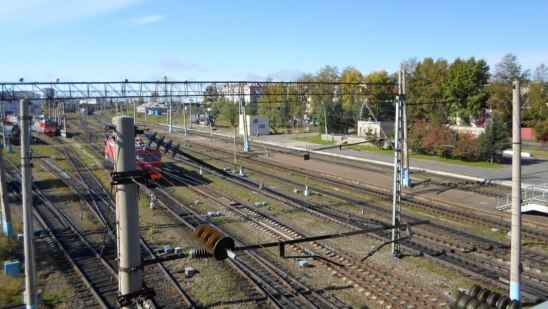
Вид на станцию Магдагачи

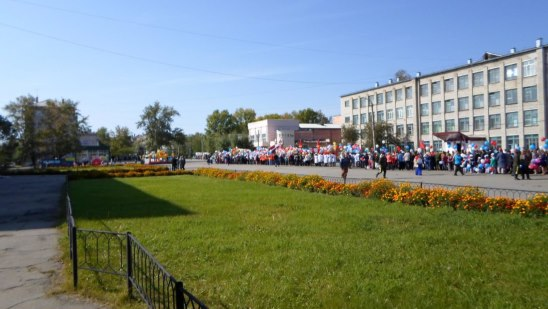
Центр посёлка Магдагачи

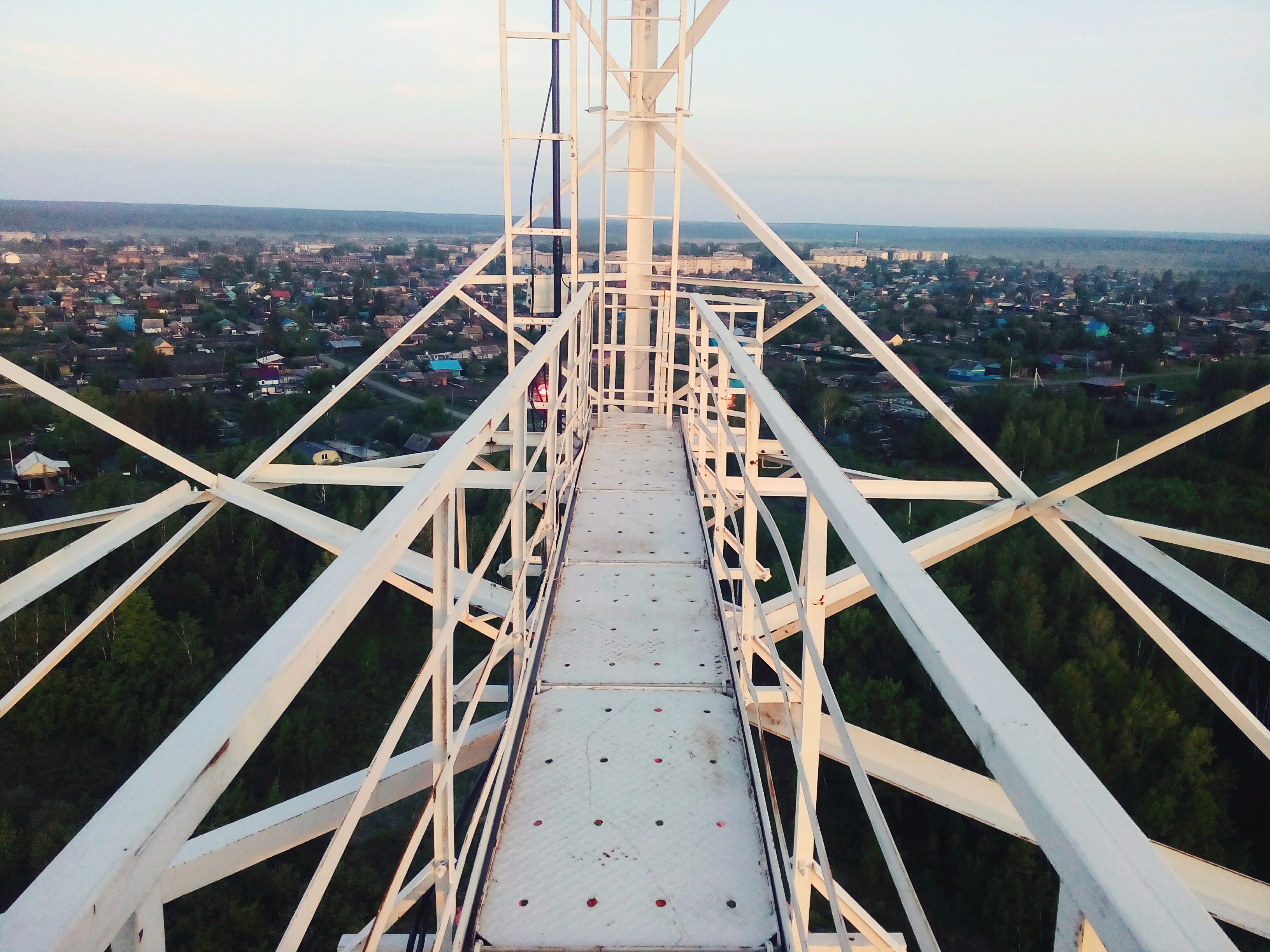
Вид с вышки на Магдагачи

Распад СССР негативно сказался на экономическом состоянии посёлка, закрылись многие предприятия. В конце 90-х, начале 2000-х происходили большие проблемы в отопительный сезон. Ныне же удалось эту ситуацию переломить. Происходит благоустройство посёлка, открываются новые торговые центры и магазины. В 2013 году вновь открылось вагонное депо.

### Этимология
Интересно происхождение самого названия посёлка. Существуют две версии. Одна из них основана на нанайской легенде (Магда — девушка, гати — болото). По этой легенде будто бы на месте нынешнего посёлка жила семья нанайцев. Семья вымерла, и осталась жить среди болота одна девушка. Однако это предположение не изучено и маловероятно. Скорее всего, Магдагачи, в переводе с эвенкийского — место, где лежат старые, отмершие деревья.

## Физико-географическая характеристика

### Географическое положение
Расположен в зоне смешанных лесов на северо-западе Амурско-зейской равнины, в бассейне верхнего течения Амура. С запада, посёлок огибает река Горчаки, с востока река Магдагачи. Расстояние до Москвы — 7494 км. Ближайший город — Зея (169 км). Сейсмичность 7 баллов. Леса представлены даурской лиственницей с примесью берёз. Высота деревьев до 23 метров. Толщина стволов 0,28 м, расстояние между деревьями 2-6 метров. Долины рек заняты редколесьем из лиственницы, берёзы, осины.
Географические координаты: 53°27,10′ с. ш. 125°48,17′ в. д.. Магдагачи расположен на той же широте, что и Барнаул, Гамбург, Дублин, Ливерпуль, Минск, Петропавловск-Камчатский, Самара, Магнитогорск и Эдмонтон.
|  |  |  |

## Экономика
Предприятия железнодорожного транспорта:

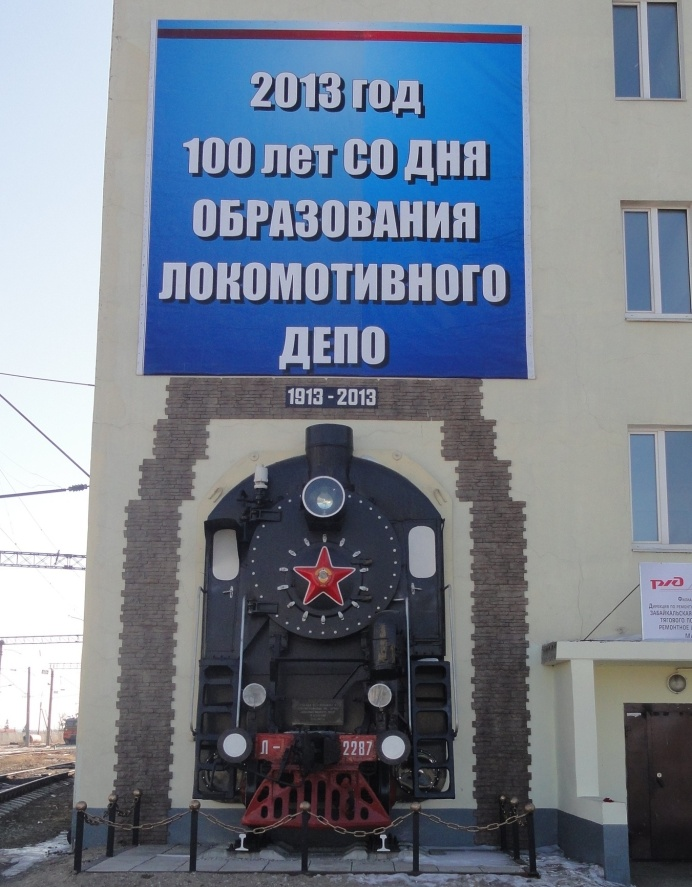
Локомотивное депо Магдагачи

- Железнодорожная станция Магдагачи (станция отнесена к станции II класса);
- Локомотивное ремонтное депо ТЧР-21;
- Эксплуатационное локомотивное депо «Амурское» ТЧЭ-9;
- Магдагачинская дистанция пути ПЧ-14;
- Магдагачинская дистанция электроснабжения ЭЧ-9;
- Вагоноремонтное предприятие Магдагачи — филиал ООО «Трансвагонмаш»;

Предприятия лесопереработки: ООО «Магдагачинский лесник», ООО «Дуб», ООО «  ГКУ «Магдагачинский лесхоз»;

Предприятия торговли: ИП Чжао, ТЦ Дельфин, ТРЦ «555», «Сотовый мир», «Билайн», «МТС»

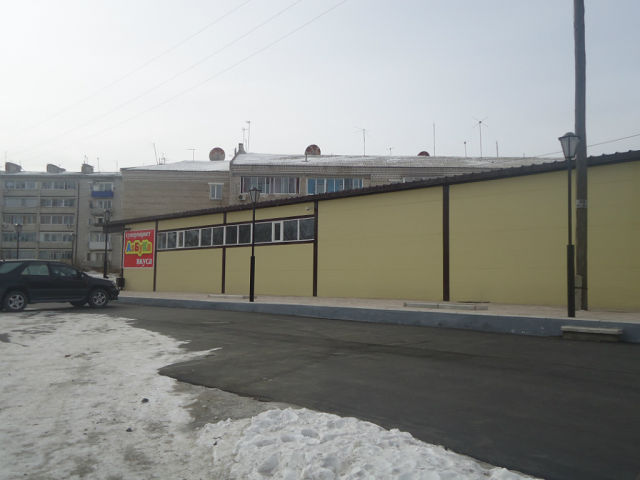
Супермаркет Магдагачи

Банки:
- ВТБ 24;
- Сбербанк;
- Совкомбанк

## Спорт
В посёлке имеется команда по хоккею с мячом «Локомотив», в своё время выступавшая в первой лиге чемпионата СССР. Она проводит матчи на домашнем стадионе вместимостью 500 зрителей.
Также имеется несколько спортивных секций.

## Люди, связанные с посёлком
- Нина Максимовна Распопова — летчица, герой Советского Союза. Родилась 31 декабря 1913 года в п. Магдагачи. Во время войны 1941—1945 года совершила 805 боевых вылетов и сбросила на позиции врага 11000 тонн бомб[8].
- Михаил Тихонович Курбатов — Герой Советского Союза.
- Леонид Семёнович Смерчинский (5 июня 1917 г., ДВК Амурской ж/д, станция Магдагачи — 14 июня 1980 г., Симферополь), — скульптор, член Союза художников (1950), заслуженный художник Украинской ССР (1977). Участник Великой Отечественной войны.

## Население
| 1939    | 1959    | 1970    | 1979    | 1989    | 2002    | 2009    |
| ------- | ------- | ------- | ------- | ------- | ------- | ------- |
| 13 652  | ↘12 977 | ↗15 059 | ↘14 438 | ↗15 578 | ↘12 208 | ↘11 019 |
| 2010    | 2011    | 2012    | 2013    | 2014    | 2015    | 2016    |
| ↘10 897 | ↘10 865 | ↘10 574 | ↘10 425 | ↘10 271 | ↘10 159 | ↘10 122 |
| 2017    | 2018    | 2020    | 2021    | 2023    |         |         |
| ↘10 070 | ↘10 055 | ↘9895   | ↘9295   | ↘9056   |         |         |

## Климат
Климатические условия посёлка резко континентальные с муссонными чертами. Преобладает западный перенос воздушных масс, развита циклоническая деятельность. Континентальность климата выражается большими годичными и суточными амплитудами температур воздуха, муссонность — почти исключительно северо — западными ветрами зимой, резким преобладанием летних осадков. Годовое количество осадков составляет до 430 мм. Зимой снежный покров до 17 см. Среднегодовая скорость ветра — до 3,6 м/сек., весной и осенью в отдельные дни достигает 20 м/сек.
- Среднегодовая температура воздуха — −1,5 °C
- Относительная влажность воздуха — 65,2 %
- Средняя скорость ветра — 2,9 м/с

| Показатель                            | Янв.  | Фев.  | Март  | Апр. | Май  | Июнь | Июль | Авг. | Сен. | Окт. | Нояб. | Дек.  | Год  |
| ------------------------------------- | ----- | ----- | ----- | ---- | ---- | ---- | ---- | ---- | ---- | ---- | ----- | ----- | ---- |
| Средняя температура, °C               | −24,2 | −18,7 | −10,1 | 1,3  | 10,0 | 17,0 | 19,6 | 16,8 | 9,4  | −1,3 | −15,3 | −23,4 | −1,5 |
| Источник: NASA. База данных RETScreen |       |       |       |      |      |      |      |      |      |      |       |       |      |

| Показатель | Янв.  | Фев.  | Март  | Апр.  | Май  | Июнь | Июль | Авг. | Сен. | Окт.  | Нояб. | Дек.  | Год   |
| --- | ----- | ----- | ----- | ----- | ---- | ---- | ---- | ---- | ---- | ----- | ----- | ----- | ----- |
| Абсолютный максимум, °C | −2    | 1,5   | 15,3  | 24,6  | 34,0 | 37,0 | 37,5 | 35,3 | 28,5 | 21,1  | 8,0   | 1,0   | 37,5  |
| Средний суточный максимум, °C | −18,8 | −13,3 | −4,4  | 6,9   | 16,5 | 23,6 | 25,6 | 22,8 | 15,8 | 4,4   | −10,2 | −18,8 | 4,1   |
| Средняя температура, °C | −24,6 | −19,9 | −10,7 | 1,2   | 10,1 | 17,0 | 19,6 | 16,7 | 9,3  | −1,6  | −15,8 | −24   | −1,9  |
| Средний суточный минимум, °C | −30,2 | −26,7 | −18,3 | −5,6  | 2,6  | 9,4  | 12,9 | 10,0 | 2,5  | −7,9  | −21,5 | −29,1 | −8,5  |
| Абсолютный минимум, °C | −45,5 | −42,9 | −36,1 | −22,3 | −8   | −1,6 | 1,3  | 0,3  | −10  | −24,8 | −38,2 | −46,1 | −46,1 |
| Норма осадков, мм | 11    | 6     | 9     | 21    | 34   | 76   | 89   | 106  | 63   | 24    | 16    | 10    | 464   |
| Источник: Магдагачи, Российская федерация. Архив климатических данных. Дата обращения: 23 апреля 2012. Архивировано 15 мая 2012 года. |       |       |       |       |      |      |      |      |      |       |       |       |       |

## Топографические карты
- Лист карты N-51-XXIV Магдагачи. Масштаб: 1 : 200 000. Состояние местности на 1974-1977 год. Издание 1984 г.